# Chương trình Nhân cư Liên Hợp Quốc
Chương trình Định cư con người Liên Hợp Quốc thường gọi tắt là UN-Habitat, là cơ quan của Liên Hợp Quốc về phát triển khu dân cư và đô thị bền vững.
UN-Habitat được thành lập năm 1978 như một kết quả của Hội nghị đầu tiên của Liên Hợp Quốc về Định cư con người và Phát triển đô thị bền vững (Habitat I) tổ chức tại Vancouver, Canada vào năm 1976. UN-Habitat được uỷ quyền của Đại hội đồng Liên Hợp Quốc để thúc đẩy xã hội và môi trường thị xã và thành phố bền vững với mục tiêu cung cấp đủ chỗ ở cho tất cả.
UN-Habitat là một thành viên của Nhóm Phát triển Liên Hợp Quốc . Nhiệm vụ của UN-Habitat bắt nguồn từ Chương trình Môi trường sống (Habitat Agenda), được thông qua bởi Hội nghị Liên Hợp Quốc về Nhân cư (Habitat II) vào năm 1996 tại Istanbul, Thổ Nhĩ Kỳ. Các mục tiêu kép của Chương trình Môi trường sống là đủ chỗ cho tất cả và sự phát triển của các khu định cư của con người bền vững trong một thế giới đô thị hóa.
Trụ sở chính của UN-Habitat đặt tại Trụ sở Liên Hợp Quốc tại Nairobi, Kenya. Kể từ tháng 10 năm 2010 của Giám đốc điều hành là Joan Clos i Matheu, cựu thị trưởng của Barcelona và Bộ trưởng Bộ Công nghiệp, Du lịch và Thương mại của Chính phủ Tây Ban Nha.

## Ngày hành động
Ngày Môi trường sống Thế giới (World Habitat Day) được Liên Hợp Quốc chọn trong Nghị quyết A/RES/40/202 A là "Thứ Hai đầu tiên của tháng Mười", và được cử hành đầu tiên năm 1986.
Mục đích của ngày lễ này là để phản ánh về tình trạng của các thành phố và thị trấn của chúng ta và quyền con người cơ bản về có chỗ trú ẩn đầy đủ. Nó cũng nhằm nhắc nhở thế giới về trách nhiệm tập thể của thế giới đối với môi trường sống của các thế hệ tương lai.

## Thành viên
1. Viện Nghiên cứu Phát triển Nhà và Đô thị, IHS (Institute for Housing and Urban Development Studies)
2. Viện Quốc tế về Khoa học Xã hội, ISS (International Institute of Social Studies)